# Высоцкий, Анатолий Васильевич
Анатолий Васильевич Высоцкий (14 октября 1897, Владимир — 4 декабря 1970, Новосибирск) — советский писатель, журналист, литературный критик, один из создателей «Сибирской советской энциклопедии».

## Биография
Родился 14 октября 1897 года во Владимире. Получил образование в местной гимназии.
С 1919 года публиковался в журнале «Прорыв». С 1923 года занимался редактированием газеты «Красный понедельник».
Карьеру в Новосибирске начал с публикаций в «Советской Сибири». В 1930 году пришёл в «Сибирские огни»; в дальнейшем всю жизнь оставался сотрудником этого журнала, который редактировал в 1930-х и 1950-х годах.
Был редактором отдела «Литература и искусство» в «Сибирской советской энциклопедии».
Похоронен на Заельцовском кладбище Новосибирска (квартал 66).

## Публикации
- Статьи журнала «Сибирские огни» (1930—1969);
- Писатели-сибиряки. Новосибирск, 1956;
- Первый советский роман (В. Зазубрин. Два мира). Новосибирск, 1959[1].